# Мой спутник
Мой спутник — рассказ писателя Максима Горького, опубликованный в 1894 году в Самарской газете.

## Контекст
В молодом возрасте Горький немало путешествовал, в том числе, по северному побережью Чёрного моря. Он рассказывает о своем четырехмесячном пешем путешествии, которое привело его из Одессы в Тифлис (ныне Тбилиси) осенью 1891 года. Во время этого путешествия его спутник, известный своей ленью грузин Шакро, вовсю пользуется его услугами.

## Содержание
Пеший маршрут Горького и князя Шакро Птадзе, как представляется его спутник, ведет в Тифлис через Херсон, Перекоп, Симферополь, Ялту, Феодосию, Алушту, Керчь, Анапу, окрестности Терека, Владикавказ, Дарьяльское ущелье, Гудаур и Мцхета. Керченский пролив пересекается на шлюпе.
В Одесском порту Шакро хочет убедить Максима, что тот тщетно выслеживал вора из Кутаиса и что теперь, когда он находится за границей, у него закончились рубли. Князь Шакро путешествует по поддельному паспорту — паспорту некоего парикмахера Вано Сванидзе. Поскольку у него нет денег на обратный билет в Грузию, Шакро вздыхает и присоединяется к Максиму, пешеходу, направляющемуся в Тифлис. Горький пишет: «Когда мы приехали в Херсон, я знал своего спутника как наивного, дикого человека, очень необразованного; Очень веселый, когда был сыт, и подавленный, когда был голоден — добродушное, сильное животное». Максим обеспечивает содержание Шакро.
На Керченском таможенном причале двое бродячих мальчиков крадут лодку и ночью переплывают штормовой пролив. Во время довольно высоких волн Максим спасает жизнь царю. На другом берегу — на Таманском полуострове — Максиму и Шакро повезло. Три добродушных пастуха не выдают двух воров атаману и таможенникам, а помогают им с провизией в поход.
По дороге на Кавказ Шакро высмеивает Максима: если бы пастухи передали их обоих властям, Шакро отговорился бы от этого, выставив своего кормильца Максима потенциальным убийцей. На остальной части маршрута пришлось останавливаться лишь изредка. Подрабатывая по пути, Максиму удаётся прокормить себя и голодного бездельника Шакро. Когда два путешественника въезжают в родной город Шакро — Тифлис, грузинский дворянин становится все более односложным. Около Тифлиса князь уезжает, чтобы никогда больше не вернуться. Горький завершает свой рассказ: «Он [товарищ] научил меня многому, чего не найдешь в самых толстых томах мудрецов».
Особенностью рассказа является его форма: Горький рассказывает историю так, что ничего не подозревающему читателю приходится долго задавать себе вопросы: действительно ли Шакро благородный человек или этот самозванец просто притворяется царем? В конечном итоге читатель не получает от Горького никакого ответа.

## Экранизация
В 1968 году, в СССР Фёдор Филиппов снял фильм «По Руси», в которой, среди прочего, использовалась эта повесть. Алексей Локтев сыграл Максима, а Георгий Кавтарадзе сыграл князя Шакро. Фильм вышел в прокат в кинотеатрах ГДР в конце февраля 1969 года.